# Krumau am Kamp
Krumau am Kamp est une commune autrichienne du district de Krems en Basse-Autriche.